# Getto van Riga
Het Getto van Riga was een door nazi-Duitsland in 1941 opgezet getto in Riga, Letland. Het getto werd opgezet in een klein deel van Maskavas Forštate, een wijk van Riga. Oorspronkelijk was het alleen bestemd voor de Joden uit Letland, later werden ook Duitse Joden in dit kamp ondergebracht.
Op 25 oktober 1941 begonnen de Duitsers met het verdrijven van de niet-joodse bewoners en werden de Joden uit Riga en direct omgeving gedwongen te verhuizen naar het getto. De meeste van de aanwezige Letse Joden (ongeveer 24.000) werden op 30 november en 8 december 1941 afgeslacht in het Bloedbad van Rumbula. Daarna werden Duitse Joden naar het kamp gebracht, waarvan de meesten ook in massamoorden om het leven kwamen.
Hoewel het getto doorgaans aangeduid wordt als een eenheid, waren er in feite meerdere getto's. Het eerste was het grote "Letse getto". Na het bloedbad van Rumbala werden de overlevenden geconcentreerd in een kleiner gebied binnen het oorspronkelijke getto dat bekend werd als het "Kleine getto". Dit kleine getto was weer onderverdeeld in een deel voor mannen en een deel voor vrouwen. Het vrijgekomen gebied van het grote getto werd vervolgens toegewezen aan Duitse Joden en werd bekend als het "Duitse getto".

## Bouw van het getto
Op 21 juli 1941 werd besloten de Joden te concentreren in het getto. Alle joden werden geregistreerd en een Joodse raad, bestaande uit vooraanstaande Joden, werd opgezet. Op 23 oktober kregen de geregistreerde Joden het bevel naar Maskavas Forštate te verhuizen, wat uiterlijk op 25 oktober afgerond moest zijn. Ongeveer 30.000 werden daardoor bijeen gedreven in een klein gebied. Het gebied werd prompt afgegrendeld met prikkeldraad en (Letse) wachtposten. Wie te dicht bij het prikkeldraad kwam, werd direct doodgeschoten. De wachtposten stonden onder leiding van de Duitse politie.